# Cilento és Vallo di Diano Nemzeti Park
A Cilento és Vallo di Diano Nemzeti Park Olaszország déli részén, Campania régióban fekszik az Alento folyótól nyugatra, a Tirrén-tenger és Appenninek között. 1991-ben nyilvánították nemzeti parkká, majd 1998-ban Paestum és Velia régészeti lelőhelyeivel, valamint a padulai karthauzi kolostorral közösen felvették az UNESCO Világörökség listájára.
Cilento nemzeti parkká való kinevezése elsősorban a növényzet és az állatvilág védelmét, de a kulturális örökség megóvását is biztosítja. A nemzeti park közigazgatása a megjelölt turistautak létrehozására törekszik.

## Földrajza

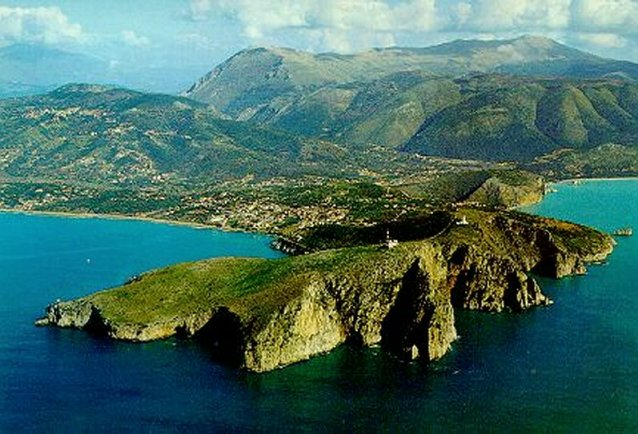
Cilentói tengerpart

### Fekvése
Cilento a Tirrén-tenger partjától az Appenninek lábáig terjed Olaszország Campania régiójának déli részén. Északról Paestum, délről Sapri és keletről a Vallo di Diano határolja a mintegy 100 km hosszú parttal és közel 200 kis, nagyrészt középkori településsel büszkélkedő nemzeti parkot. A legmagasabb pont a Monte Cervati (1898 m), Cilento központjában. Cilento északkeleti részét a Monti Alburni hegység képezi, amelynek legmagasabb pontja a Monte Panormo (1742 m). A délkeleti részét a Monte Bulgheria hegytömb(1225 m) alkotja. A Vallo di Diano egy völgy a nemzeti park déli részén a Monti Alburni vonulatai között. A pleisztocén során helyén egy tó létezett.

### Geológiája
Cilento geológiájának meghatározó eleme a flis (“cilentói flis”), mely az Alento folyó vízgyűjtőjében és a nyugat-cilentói hegység, a Monte Centaurinóban éri el maximális vastagságát. A Cilento középső és keleti hegységeit (Monte Bulgheria, Monte Cocuzzo) elsősorban mészkövek alkotják. A magasabb tengerpartokon szembetűnő a flis rétegződése, amely egyedi színezetet kölcsönöz a tájnak. Cilento belseje felé haladva a flist fokozatosan váltja a mészkő és megjelennek a karbonátos vidékekre jellemző karsztformák (barlangok, búvópatakok stb.). A táj növényvilága sokkal szegényesebb a tengerparti területekkel ellentétben, így érdekes holdbéli tájban van része a látogatóknak.

### Éghajlata
Cilentót enyhe mediterrán éghajlat jellemzi. A hegyek, valamint a tenger közelsége miatt az egyik legkellemesebb éghajlatú vidék a kontinensen. A hegyek elsősorban a tenger felől érkező erős szelek és heves esőzések ellen nyújtanak védelmet. A tenger felől érkező hűvösebb szellők felfrissítik a vidéket a nyár meleg napjain. A legalacsonyabb hőmérséklet télen 6 °C (éjszaka) és 11 °C (nappal). Nyáron a legmagasabb hőmérséklet általában nem haladja meg a 37 °C-ot, a páratartalom is 70% alatti.

## Növény- és állatvilága

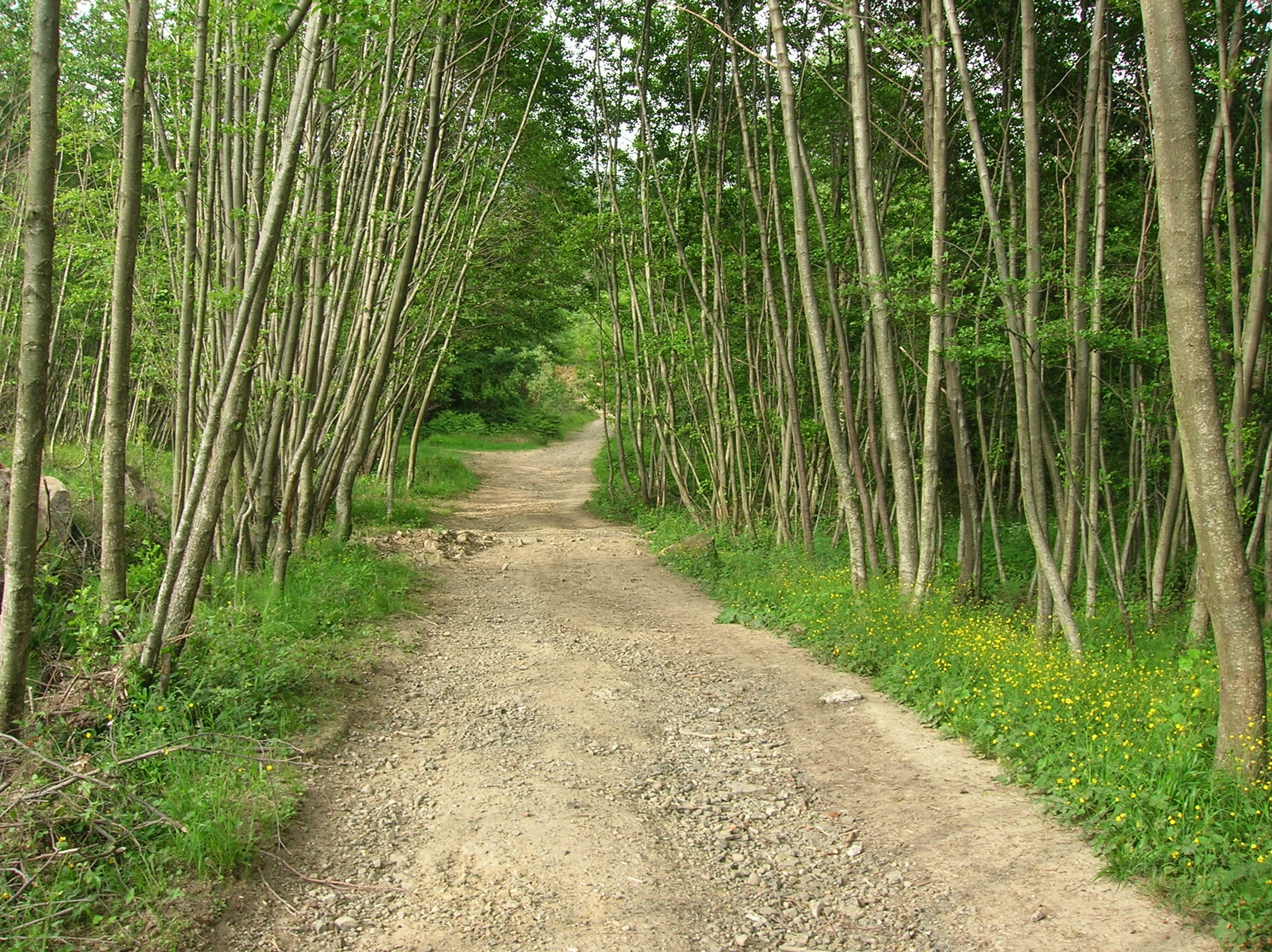
Cilentói nemzeti park

A park területén kb. 3000 különféle növényfaj él. A tengerparti vidékeket elsősorban cserjék és az aleppói-fenyő jellemzik, a dombos területeket a magyaltölgy, a hegyvidékeket pedig a bükkfa, nyírfa, fenyőfélék, valamint a kiterjedt legelők jellemzik. A nemzeti park területén előforduló egyedi növényfélék a Primula palinuri (kankalin) és a Genista cilentina (rekettye).
A park területén számos, tudományosan is figyelt madárfaj található. Ezek közül megemlítendő a szirti sas (Aquila chrysaetos), szirtifogoly (Alectoris graeca), havasi csóka (Pyrrhocorax pyrrhocorax), zöld küllő (Picus viridis), fekete harkály (Dryocopus martius) és a karvaly (Accipiter nisus). Az emlősök közül megemlítendő a vaddisznó (Sus scrofa), nyest (Martes martes), borz (Meles meles), róka (Vulpes vulpes) és a farkas (Canis lupus).

## Történelme

### Őskor
Az első telepesek Cilento vidékén több mint 50 000 évvel ezelőtt jelentek meg. Erre utaló nyomokat elsősorban a tengerpart mentén található számos barlangban tártak fel a régészek. Az első leletek a kőkorszakból (paleolitikum) származnak. Camerota településen a régészek egy korabeli temetkezési helyet fedeztek fel emberi maradványokkal, amelyet a város után Homo camaerotensisnek neveztek el.  További régészeti leletek az újkőkorszakból (mintegy 8500 éve) valamint a vaskorszak korai időszakából származnak. A leletek egyben azt is tanúsítják, hogy Cilento lakosai nem elszigetelten éltek, hanem kereskedelmi kapcsolatban álltak más földközi-tengeri civilizációkkal. A Cappacio és Paestum városaiban megtalált temetkezési helyeken a helyi Gaudo-civilizáció tipikus áldozati műtárgyait találták meg, de találtak Pugliából és a Lipari-szigetekről származó műtárgyakat is. A helyi lakosok mellett a lukániaiak, az enotrik és a görögök is alapítottak településeket Cilento vidékén. A görögöket elsősorban a vidék rézércben való gazdagsága vonzotta.

### Magna Graecia városai

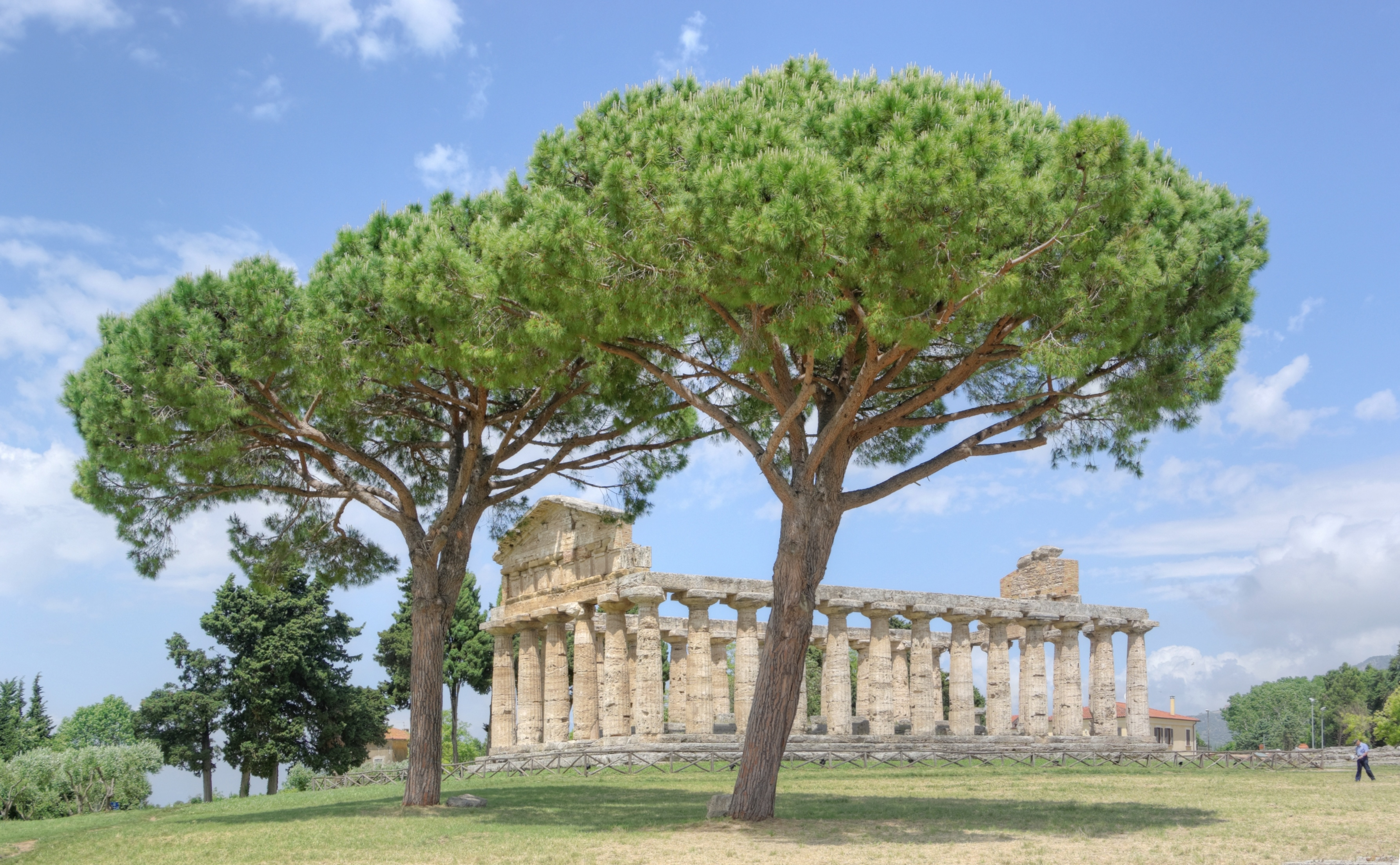
Paestum: Athéné temploma

A rezet kutató görög felfedezők érkezésével elkezdődött Dél-Olaszország gyarmatosítása. Ez a folyamat az i. e. 7-6 században zajlott le és eredményeképpen megszületett Magna Graecia. A legjelentősebb görög kolóniák Poseidonia (későbbi Paestum), Elea (későbbi Velia), Pixunte és Melphe (mai Palinuro) voltak. A legjelentősebb város Poseidonia volt, melyet a rómaiak a későbbiekben Paestumnak neveztek át. Egykori nagyszerű templomainak romjai napjainkban is láthatók. A várost alapító szübariszi görögök ügyeltek arra, hogy görög örökségüket és hagyományaikat az új város építészete megőrizze. Ennek bizonyítékai a dór építészeti elemek, valamint a helyi temetőkamrákat borító freskók. Elea városát, melyet a rómaiak idején Veliaként ismertek, a tengerész kereskedő phókaiak alapították, akik Asia Minor területéről származtak. Elea az ókori filozófia legjelentősebb központjává nőtte ki magát az i. e. 6. században. Ugyanakkor itt létesítették Európa első orvosi iskoláját, mely a salernói iskola elődje volt.

### Római fennhatóság
A rómaiak érkezéséig Cilento a lukániaiak (észak-európai népcsoport, ami Dél-Itália vidékére vándorolt) ellenőrzése alatt volt. A rómaiak érkezésével elindult Cilento hanyatlása, amihez hozzájárult Augustus császár rendelete is, mely mezőgazdasági vidéknek nyilvánította a provinciát, melynek egyetlen feladata Róma ellátása volt.

### Középkor
A Római Birodalom bukása után Cilento vidékét többször is feldúlták a nagy népvándorlás során Európába érkező barbár törzsek. A lakosságot több mint 300 éven keresztül tartották rettegésben a vizigótok, gótok, majd a longobárdok, akik a későbbiekben megalapították a Salernói Hercegséget. Miután 752-ben a longobárdok áttértek a keresztény hitre, számos kolostort építettek a vidéken. 1076-ban a normannok hódították meg a vidéket és bárói hűbéri birtokká nyilvánították, amely a 19. századig fennmaradt.

### Brigantaggio
Cilento történetének legsötétebb és legkegyetlenebb időszaka a 16. és a 17. század, azaz a Brigantaggio, a brigantik (=banditák) uralma. A Brigantaggio a helyi bárók elnyomó és kizsákmányoló hatalma ellen lázadó lakosság mozgalmaként kezdődött.  A helyi bárók erős kézzel uralkodtak, teljesen figyelmen kívül hagyva a helyi lakosság szükségleteit, melynek körében az éhínség egyre gyakoribb jelenséggé vált. A nemesség és a lakosság közötti ellentétek gyakran torkollottak véres megnyilvánulásokba: számos nemes és szolgáik estek áldozatul a brigantik lázadásának, ugyanakkor számos brigantit végeztek ki nyilvánosan, megfélemlítés céljából. A lázadás egészen a 19. századig elhúzódott. Az egyik legjelentősebb felkelés I. Ferenc király és miniszterei ellen irányult 1828-ban. A lázadást a király seregei leverték, vezetőit pedig fővesztésre ítélték. A király azonban nem elégedett meg ezen győzelemmel, és elrendelte több cilentói erdő felégetését. A Brigantaggio egyike volt azon megnyilvánulásoknak, mely hozzájárult az Appennini-félszigeten lévő államalakulatok bukásához és az egységes Olasz Királyság megalakulásához.

## Települései
A vidék történelmi fővárosa: Vallo della Lucania. A nemzeti park területén a következő települések fekszenek: Agropoli, Aquara, Ascea, Auletta, Buonabitacolo, Camerota, Campora, Cannalonga, Capaccio, Casal Velino, Casalbuono, Casaletto Spartano, Caselle in Pittari, Castel San Lorenzo, Castelcivita, Castellabate, Castelnuovo Cilento, Celle di Bulgheria, Centola, Ceraso, Cicerale, Controne, Corleto Monforte, Cuccaro Vetere, Felitto, Futani, Gioi, Giungano, Laureana Cilento, Laurino, Laurito, Lustra, Magliano Vetere, Moio della Civitella, Montano Antilia, Monte San Giacomo, Montecorice, Monteforte Cilento, Montesano sulla Marcellana, Morigerati, Novi Velia, Omignano, Orria, Ottati, Perdifumo, Perito, Petina, Piaggine, Pisciotta, Polla, Pollica, Postiglione, Roccadaspide, Roccagloriosa, Rofrano, Roscigno, Sacco, Salento, San Giovanni a Piro, San Mauro Cilento, San Mauro la Bruca, San Pietro al Tanagro, San Rufo, Sant’Angelo a Fasanella, Sant’Arsenio, Santa Marina, Sanza, Sassano, Sessa Cilento, Sicignano degli Alburni, Stella Cilento, Stio, Teggiano, Torre Orsaia, Tortorella, Trentinara, Valle dell’Angelo.

## Kapcsolódó lapok
- Cilento
- Paestum
- Padulai karthauzi kolostor
- Velia